# Stazione di Borgomanero
La stazione di Borgomanero è una stazione ferroviaria posta all'incrocio delle linee Novara-Domodossola e Santhià-Arona (quest'ultima sospesa al traffico dal 2012). Serve l'omonimo comune.

## Storia
La stazione entrò in funzione il 10 marzo 1864 in occasione dell'apertura della tratta ferroviaria fra Vignale e Gozzano, che successivamente fu prolungata a Domodossola.
Nel 1905, l'impianto fu raggiunto dalla ferrovia Santhià-Arona, che fu completata fino ad Arona l'anno successivo: d'allora la stazione divenne un punto di diramazione.
Dal 2000 la gestione dell'intera linea, e con essa quella della stazione di Borgomanero, passò in carico a Rete Ferroviaria Italiana la quale ai fini commerciali classifica l'impianto nella categoria "Bronze". Negli anni successivi furono soppressi sia il servizio merci che quello della biglietteria a sportello. Quest'ultimo riprese nel 2009.
Fino al 2009 la stazione ospitava, presso una palazzina ubicata lato Domodossola-Arona, anche il Dirigente Centrale Operativo, presidiato da nove addetti, che controllava anche le stazioni limitrofe. Con l'informatizzazione del sistema esso fu spostato presso la sede centrale di Torino Lingotto. I locali, di conseguenza, rimasero impresenziati e abbandonati.
Nel dicembre 2013 il fabbricato viaggiatori venne parzialmente chiuso con la conseguente soppressione della biglietteria e della sala d'attesa; all'esterno del fabbricato viaggiatori fu quindi installata una biglietteria self service.

## Strutture e impianti

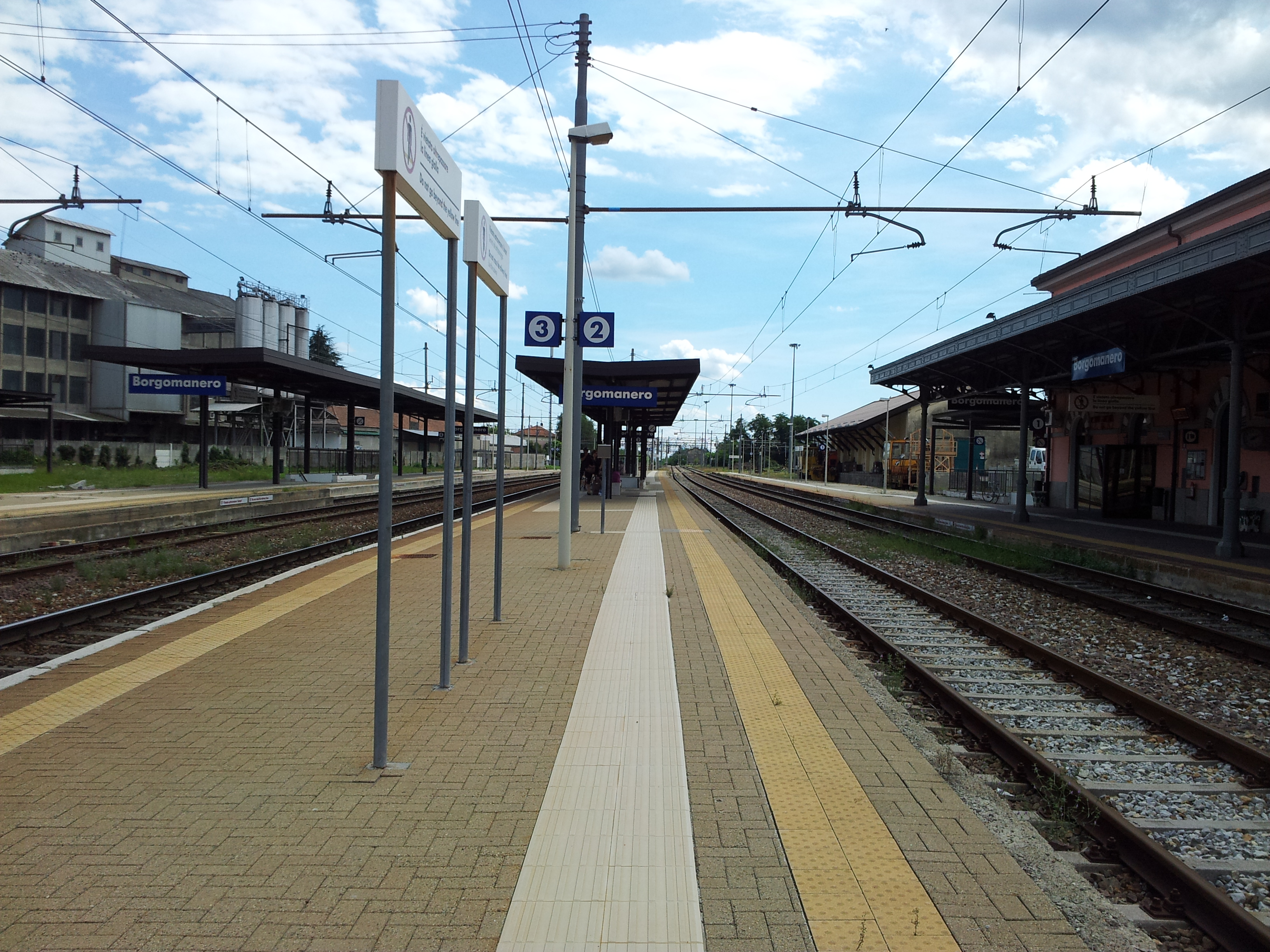
Stazione lato binari

La stazione è dotata di cinque binari serviti da tre banchine dotate di tettoia e collegati per mezzo di un sottopassaggio.
Il terzo binario è di corretto tracciato della Novara-Domodossola: su questo avviene la maggior parte del traffico, mentre il quarto è normalmente usato per incroci o precedenze.
Il traffico della linea Santhià-Arona avveniva principalmente sui primi due binari: il primo di corretto tracciato, il secondo per le precedenze. A seguito della sospensione del traffico l'utilizzo di questi due binari è solo saltuario.
Il quinto binario è usato in prevalenza per l’unico treno, proveniente da Novara, che ha il capolinea a Borgomanero nei giorni feriali. Accanto al binario 5 è presente un sesto binario di servizio, non dotato di banchina e usato in passato per servire un raccordo merci e ora principalmente per esigenze di servizio come ospitare i mezzi di manutenzione della linea. 
L'impianto è telecomandato a distanza con il sistema CTC, mediante il Dirigente Centrale Operativo con sede a Torino Lingotto.
Presso la stazione è sito anche uno scalo merci in direzione Novara-Santhià. Il fabbricato merci, così come il fascio binari al suo servizio, viene utilizzato come ricovero per attrezzature di RFI. 
Fino a luglio 2013 la stazione era dotata di un raccordo con un'adiacente ditta di granaglie posto in prossimità del quinto binario.
Il fabbricato viaggiatori si sviluppa su due piani. Il primo piano era occupato da un appartamento per il capostazione e alcuni locali di servizio, non più abitati dal 1991, a seguito dell'automazione della linea con la relativa soppressione dei dirigenti locali. Il piano terra ospitava il dirigente movimento, dotato di apparato ACEI e il cui ufficio si estrudeva con una cabina in vetro e metallo sulla banchina del binario 1 e alcuni servizi ai viaggiatori. Questi ultimi erano costituiti dal bar (chiuso nel 2016 e posto nella stanza nelle immediate adiacenze dell'odierno cancello di ingresso) e la sala d'attesa. Dal piazzale antistante, tramite una gradinata in granito, si accedeva all'atrio dove erano collocati due sportelli della biglietteria, una emettitrice automatica di titoli di viaggio, una macchina automatica per fototessere e una pesa, oltre ad alcune panche in legno per l'attesa. Questo locale era collegato con l'adiacente sala d'attesa, dotata di posti a sedere in metallo e un monitor LED per le partenze e gli eventuali aggiornamenti in tempo reale . Questi ultimi due locali furono chiusi nel 2013. A partire dal maggio 2018 l'intero fabbricato viaggiatori, ad eccezione dei locali tecnici, fu ceduto in comodato ad una associazione locale . Al di sotto della tettoia che copre parzialmente la banchina del primo binario sono poste un’obliteratrice, un apparecchio per le fototessere ed una biglietteria automatica. 
In prossimità dei fasci di scambi sono presenti due caselli che si presentano, al 2023, in stato di abbandono. Quello a nord del piazzale binari consentiva anche la gestione del passaggio a livello che collegava il centro cittadino alla strada per Arona. Con l’attivazione di un nuovo sottopassaggio veicolare lato Domodossola, il passaggio a livello è stato definitivamente chiuso il 18 novembre 2023.

## Movimento
La stazione è servita da treni regionali effettuati da Trenitalia nell'ambito del contratto di servizio stipulato con la Regione Piemonte.
I treni appartengono solo alla linea Novara-Domodossola; dal 2012 la linea Santhià-Arona risulta sospesa al traffico e autosostituita.

## Servizi
Nella stazione, che RFI classifica nella categoria "Bronze", sono presenti pannelli d'informazione audio e video per le partenze dei treni. Essa dispone di:
- Biglietteria automatica

## Interscambi
- Fermata autobus
- Stazione taxi